# Mistrzostwa Ibero-Amerykańskie w Lekkoatletyce 2008
13. Mistrzostwa Ibero-Amerykańskie w Lekkoatletyce – zawody lekkoatletyczne, które odbyły się w dniach 13-15 czerwca 2008 w Iquique.

## Rezultaty

### Mężczyźni
| Konkurencja                   | 1. miejsce                                                                      | Wynik     | 2. miejsce                                                                                | Wynik     | 3. miejsce                                                              | Wynik     |
| ----------------------------- | ------------------------------------------------------------------------------- | --------- | ----------------------------------------------------------------------------------------- | --------- | ----------------------------------------------------------------------- | --------- |
| Bieg na 100 m                 | José Carlos Moreira                                                             | 10,54     | Franklin Nazareno                                                                         | 10,60     | Kael Becerra                                                            | 10,62     |
| Bieg na 200 m                 | Sandro Viana                                                                    | 20,87     | Bruno de Barros                                                                           | 20,95     | Cristián Reyes                                                          | 21,14     |
| Bieg na 400 m                 | Geiner Mosquera                                                                 | 46,63     | Fernando de Almeida                                                                       | 46,73     | Héctor Carrasquillo                                                     | 46,92     |
| Bieg na 800 m                 | Andy González                                                                   | 1:47,59   | Fabiano Peçanha                                                                           | 1:47,83   | Salvador Crespo                                                         | 1:48,11   |
| Bieg na 1500 m                | Fabiano Peçanha                                                                 | 3:42,06   | Bayron Piedra                                                                             | 3:42,65   | Víctor Montaner                                                         | 3:42,93   |
| Bieg na 3000 m                | Bayron Piedra                                                                   | 7:54,69   | Isaías Ataro                                                                              | 7:54,70   | Mario Bazán                                                             | 7:57,95   |
| Bieg na 5000 m                | Javier Carriqueo                                                                | 13:51,14  | Alejandro Suárez                                                                          | 13:51,20  | Juan Carlos Romero                                                      | 13:51,25  |
| Bieg na 3000 m z przeszkodami | Mario Bazán                                                                     | 8:42,51   | Francisco Lara                                                                            | 8:43,57   | Gládson Barbosa                                                         | 8:44,93   |
| Bieg na 110 m przez płotki    | Paulo Villar                                                                    | 13,74     | Éder Antônio Souza                                                                        | 14,10     | Francisco Castro                                                        | 14,37     |
| Bieg na 400 m przez płotki    | Mahau Suguimati                                                                 | 50,07     | Jeisson Rivas                                                                             | 50,92     | Tiago Bueno                                                             | 51,20     |
| Sztafeta 4 × 100 m            | Brazylia Vicente de Lima · Sandro Viana · Bruno de Barros · José Carlos Moreira | 38,96     | Argentyna José Manuel Garaventa · Mariano Jiménez · Miguel Wilken · Matías Usandivaras    | 40,28     | N/A                                                                     | N/A       |
| Sztafeta 4 × 400 m            | Kuba Omar Cisneros · William Collazo · Yasmani Copello · Yeimer López           | 3:03,22   | Brazylia Luís Ambrosio · Luíz Guilherme de Oliveira · André de Melo · Fernando de Almeida | 3:08,45   | Dominikana Ramon Frías · Tayron Reyes · Gustavo Cuesta · Kelvin Herrera | 3:08,70   |
| Chód na 20 000 m              | José Alessandro Bagio                                                           | 1:23:12,6 | Juan Manuel Cano                                                                          | 1:24:19,2 | Patricio Ortega                                                         | 1:24:24,1 |
| Skok wzwyż                    | Jessé de Lima                                                                   | 2,20      | Fábio Baptista                                                                            | 2,20      | Santiago Guerci                                                         | 2,20      |
| Skok o tyczce                 | Henrique Martins                                                                | 5,00      | Marcelo Terra                                                                             | 5,00      | Guillermo Chiaraviglio                                                  | 4,80      |
| Skok w dal                    | Gaspar Araújo                                                                   | 7,82      | Jonathan Martínez                                                                         | 7,64      | Louis Tristán                                                           | 7,58      |
| Trójskok                      | Hugo Chila                                                                      | 16,31     | Thiago Dias                                                                               | 15,53     | Leonardo Elisiario dos Santos                                           | 15,34     |
| Pchnięcie kulą                | Borja Vivas                                                                     | 19,45     | Reynaldo Proenza                                                                          | 19,42     | Germán Lauro                                                            | 19,02     |
| Rzut dyskiem                  | Jorge Balliengo                                                                 | 59,43     | Pedro Cuesta                                                                              | 57,67     | Ronald Julião                                                           | 56,77     |
| Rzut młotem                   | Juan Ignacio Cerra                                                              | 69,74     | Dário Manso                                                                               | 68,96     | Moisés Campeny                                                          | 68,87     |
| Rzut oszczepem                | Aniel Boué                                                                      | 78,77     | Víctor Fatecha                                                                            | 75,81     | Júlio César de Oliveira                                                 | 71,54     |
| Dziesięciobój                 | Odirlei Pessoni                                                                 | 7362      | Ânderson Venâncio                                                                         | 6944      | Tiago Marto                                                             | 6915      |

### Kobiety
| Konkurencja                   | 1. miejsce                                                                            | Wynik    | 2. miejsce                                                                               | Wynik    | 3. miejsce                                                                    | Wynik    |
| ----------------------------- | ------------------------------------------------------------------------------------- | -------- | ---------------------------------------------------------------------------------------- | -------- | ----------------------------------------------------------------------------- | -------- |
| Bieg na 100 m                 | Yomara Hinestroza                                                                     | 11,58    | Lucimar de Moura                                                                         | 11,70    | Rosemar Coelho Neto                                                           | 11,74    |
| Bieg na 200 m                 | Darlenys Obregón                                                                      | 23,84    | Wilmarys Álvarez                                                                         | 23,85    | Rosemar Coelho Neto                                                           | 23,86    |
| Bieg na 400 m                 | Zudikey Rodríguez                                                                     | 52,14    | Wilmarys Álvarez                                                                         | 53,33    | Maria Laura Almirão                                                           | 53,34    |
| Bieg na 800 m                 | Christiane Ritz                                                                       | 2:04,34  | Lizaira Del Valle                                                                        | 2:04,37  | Cristina Guevara                                                              | 2:04,42  |
| Bieg na 1500 m                | Sabine Heitling                                                                       | 4:18,78  | Nadia Rodríguez                                                                          | 4:23,24  | Elena García                                                                  | 4:23,45  |
| Bieg na 3000 m                | Dolores Checa                                                                         | 9:16,53  | Rosa Godoy                                                                               | 9:22,72  | Nadia Rodríguez                                                               | 9:29,58  |
| Bieg na 5000 m                | Sonia Bejarano                                                                        | 16:01,00 | Fabiana Cristine da Silva                                                                | 16:05,45 | María Isabel Montilla                                                         | 16:30,60 |
| Bieg na 3000 m z przeszkodami | Sabine Heitling                                                                       | 9:54,70  | Rosa Godoy                                                                               | 10:00,36 | Ángela Figueroa                                                               | 10:02,13 |
| Bieg na 100 m przez płotki    | Francisca Guzmán                                                                      | 13,56    | Brigitte Merlano                                                                         | 13,60    | Lucimara Silva                                                                | 13,61    |
| Bieg na 400 m przez płotki    | Lucimar Teodoro                                                                       | 56,1     | Gisele Cruz                                                                              | 56,8     | Lucy Jaramillo                                                                | 57,9     |
| Sztafeta 4 × 100 m            | Kolumbia Yomara Hinestroza · Mirtha Brock · Darlenys Obregón · María Alejandra Idrobo | 44,89    | Brazylia Lucimar de Moura · Rosemar Coelho Neto · Ana Cláudia Lemos · Luciana dos Santos | 44,99    | Chile Daniela Pávez · Carolina Díaz · Ljubica Milos · Sicylle Jeria           | 46,87    |
| Sztafeta 4 × 400 m            | Meksyk Ruth Grajeda · Gabriela Medina · Nallely Vela · Zudikey Rodríguez              | 3:33,27  | Brazylia Maria Laura Almirão · Perla Regina dos Santos · Sheila Ferreira · Josiane Tito  | 3:34,01  | Kolumbia Mirtha Brock · María Alejandra Idrobo · Kelly López · Norma González | 3:39,46  |
| Chód na 10 000 m              | Maribel Gonçalves                                                                     | 45:24,59 | Graciela Mendoza                                                                         | 46:43,94 | Cisiane Lopes                                                                 | 46:54,20 |
| Skok wzwyż                    | Eliana da Silva                                                                       | 1,87     | Caterine Ibargüen                                                                        | 1,85     | Solange Witteveen                                                             | 1,83     |
| Skok o tyczce                 | Joana Costa                                                                           | 4,20     | Carolina Torres                                                                          | 4,10     | Alejandra García Keisa Monterola                                              | 4,00     |
| Skok w dal                    | Arantza Loureiro                                                                      | 6,25     | Eliane Martins                                                                           | 6,20     | Claudette Martínez                                                            | 5,89     |
| Trójskok                      | Verónica Davis                                                                        | 13,32    | Laurice Cristina Félix                                                                   | 12,86    | Jennifer Arveláez                                                             | 12,84    |
| Pchnięcie kulą                | Natalia Duco                                                                          | 18,65    | Andréa Maria Britto                                                                      | 16,72    | Ahymara Espinoza                                                              | 14,98    |
| Rzut dyskiem                  | Rocío Comba                                                                           | 54,49    | Karen Gallardo                                                                           | 53,10    | Elisângela Adriano                                                            | 52,82    |
| Rzut młotem                   | Rosa Rodríguez                                                                        | 65,96    | Jennifer Dahlgren                                                                        | 64,89    | Josiane Soares                                                                | 63,09    |
| Rzut oszczepem                | Alessandra Resende                                                                    | 56,59    | María González                                                                           | 53,20    | Zuleima Araméndiz                                                             | 53,11    |
| Siedmiobój                    | Lucimara Silva                                                                        | 5739     | Ana Capdevila                                                                            | 5312     | Macarena Reyes                                                                | 5278     |

## Klasyfikacja medalowa
*   Gospodarz ( Chile)
| Miejsce | Reprezentacja | Złoto | Srebro | Brąz | Razem |
| ------- | ------------- | ----- | ------ | ---- | ----- |
| 1       | Brazylia      | 17    | 16     | 12   | 45    |
| 2       | Kolumbia      | 5     | 3      | 3    | 11    |
| 3       | Argentyna     | 4     | 7      | 6    | 17    |
| 4       | Hiszpania     | 4     | 4      | 4    | 12    |
| 5       | Kuba          | 3     | 1      | 0    | 4     |
| 6       | Wenezuela     | 2     | 3      | 4    | 9     |
| 7       | Meksyk        | 2     | 3      | 3    | 8     |
| 8       | Chile*        | 2     | 2      | 5    | 9     |
| 9       | Ekwador       | 2     | 2      | 2    | 6     |
| 10      | Portugalia    | 2     | 1      | 1    | 4     |
| 11      | Peru          | 1     | 0      | 2    | 3     |
| 12      | Portoryko     | 0     | 1      | 1    | 2     |
| 13      | Paragwaj      | 0     | 1      | 0    | 1     |
| 14      | Dominikana    | 0     | 0      | 1    | 1     |
| Razem   | Razem         | 44    | 44     | 44   | 132   |